# Bhodhan, Aland
Bhodhan là một làng thuộc tehsil Aland, huyện Gulbarga, bang Karnataka, Ấn Độ.